# Amerikaanse puitaal
De Amerikaanse puitaal (Zoarces americanus) is een straalvinnige vis uit de familie van puitalen (Zoarcidae), orde van baarsachtigen (Perciformes). De vis kan maximaal 110 centimeter lang en ruim 5 kilogram zwaar worden.

## Leefomgeving
Zoarces americanus komt in zeewater en brak water voor. De soort komt voor in gematigde wateren in de Atlantische Oceaan op een diepte tot 180 meter.

## Relatie tot de mens
Zoarces americanus is voor de visserij van aanzienlijk commercieel belang. In de hengelsport wordt er weinig op de vis gejaagd. De soort wordt gevangen voor commerciële aquaria.